# Ca l'Artigues de la Serra
Ca l'Artigues de la Serra és una masia situada a Lliçà d'Amunt inclosa en l'Inventari del Patrimoni Arquitectònic de Catalunya.

## Descripció
La masia ha estat bastida per etapes, així ho demostren els afegits i els canvis d'estils a les seves façanes. Està format per un conjunt d'edificacions que s'anirien construint entre el segle xvi i el xix, tot i que les dades històriques fan pensar que hi ha d'haver construccions anteriors.
La masia de ca l'Artigues és de carener paral·lel a la façana i coberta a dues vessants de teula àrab, és de planta rectangular i consta de planta baixa, pis i golfes. Recolzat en el costat dret té dos cossos de mig carener perpendicular a la façana, sent l'extrem més baixet. Per la banda nord-est a la fi del segle xix s'hi va afegir una nova casa de tres crugies, reconvertint tot el conjunt a carener paral·lel.
A la masia del segle xvi encara es conserven alguns elements arquitectònics interessants, com ara la finestra de la sala que és d'estil gòtic, d'arc conopial amb l'interior lobulat, que en algun moment va ser transformada en balcó. L'altra finestra interessant és la de l'habitació de la dreta de llinda plana sobre permòdols.
Tot el conjunt emmurallat i amb dues portes d'accés. Una d'elles amb la inscripció: «ARTIGAS 1693».

## Història
Les primeres referències documentals de la família Artigues són de segle xiii, concretament de 1232, quan un tal Bernat Artigues cultivava uns horts situats al sud del terme de Caldes de Montbui. Aleshores el gruix del patrimoni estava format pel mas Artigues, aquesta heretat es va incrementar a partir de 1348.
La crisi iniciada a Catalunya al segle xiv va provocar la ruïna de moltes famílies, i va beneficiar les nissagues que la van superar, com fou el cas dels Artigues. Al llarg del segle xv van ampliar el seu patrimoni amb la incorporació del masos rònecs i abandonats. Així mateix l'any 1438, Antoni Artigues va rebre una part del derruït mas Serra de Palaudàries. D'aquesta manera, a final del període medieval, la família Artigues havia aconseguit ampliar la seva propietat i assolir un creixement econòmic considerable.
La dinàmica positiva es va estroncar a les darreries del segle xvi, a partir de 1566 els Artigues van crear diversos censals morts per tal de satisfer les seves necessitats, i l'any 1634 es van veure obligats a vendre's tota la seva heretat a carta de gràcia (amb dret de recuperar allò alienat pel mateix preu i en un període determinat). Malgrat aquesta situació de perill, l'any 1644 Paula Artigues i el seu marit Miquel Flaquer van reeixir recuperar el mas Artigues, i a partir d'aquí es va anar estabilitzant la seva situació econòmica i, fins i tot, a la fi del segle xvii es registren algunes noves adquisicions que van permetre ampliar l'heretat.
A meitat del segle xix l'hereu del mas Artigues s'havia convertit en un dels principals viticultors de Lliçà d'Amunt i en uns dels propietaris més importants del poble i de la comarca. En l'actualitat una part important dels camps i boscos del mas estan ocupats per la urbanització homònima.
La casa té diferents fases constructives difícils de precisar. El segle xvi la casa degué aixecar o reformar, tal com ens indica la tipologia decorativa de les finestres. La finestra conopial situada en el cos més modern és reaprofitada. Una altra etapa constructiva queda indicada a la llinda de la porta d'accés al pati (1693). Mentre que la zona lateral dreta té gravada la data del 1833 a la porta.

## Situació
Està situada al nord-est del municipi de Lliçà d'Amunt, a la serra que s'estén entre el torrent de Can Bosch i el torrent de can Paiaigua.